# Bellator 203
Bellator 203: Pitbull vs. Weichel 2 è stato un evento di arti marziali miste tenuto dalla Bellator MMA il 14 luglio 2018 al Foro Italico di Roma in Italia.

## Risultati
|                                        | Divisione         |                     |           |                    | Metodo                                      | Round     | Tempo     | Premio    |
| Main Card                              | Main Card         | Main Card           | Main Card | Main Card          | Main Card                                   | Main Card | Main Card | Main Card |
| -------------------------------------- | ----------------- | ------------------- | --------- | ------------------ | ------------------------------------------- | --------- | --------- | --------- |
| Sfida valida per il titolo di campione | Pesi piuma        | Patricio Freire (c) | batte     | Daniel Weichel     | Decisione non unanime (49–46, 47–48, 48–47) | 5         | 5:00      |           |
|                                        | Pesi mediomassimi | Alessio Sakara      | batte     | Jamie Sloane       | KO tecnico (pugni)                          | 1         | 1:19      |           |
|                                        | Pesi welter       | Andrey Koreshkov    | batte     | Vaso Bakocevic     | KO (spinning back kick)                     | 1         | 1:06      |           |
|                                        | Pesi medi         | Alen Amedovski      | batte     | Will Fleury        | KO (pugno)                                  | 1         | 1:39      |           |
|                                        | Pesi leggeri      | Maxim Radu          | batte     | Simone La Preziosa | KO tecnico (pugni)                          | 1         | 4:15      |           |
|                                        | Pesi gallo        | Michele Martignoni  | batte     | Simone D'Anna      | KO (calcio alla testa)                      | 1         | 0:06      |           |